# أليمونتاسيون كوش-تار

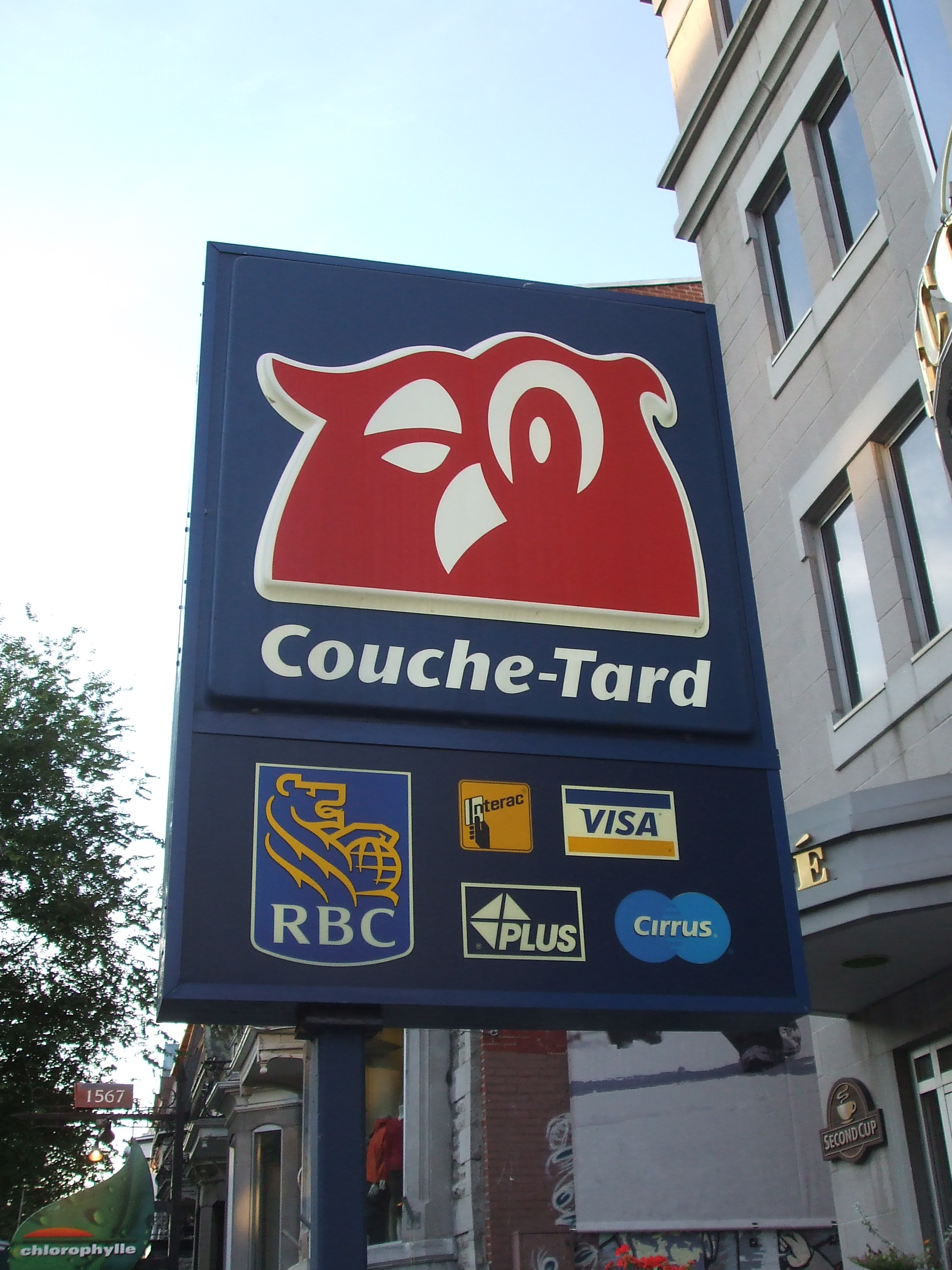
شعار كوش-تار

شركة أليمونتاسيون كوش-تار(بالفرنسية: Alimentation Couche-Tard)، أو ببساطة كوش-تار، هي شركة كندية متعددة الجنسيات تعمل في متاجر التجزئة الصغيرة. تمتلك الشركة 15000 متجر في جميع أنحاء كندا والولايات المتحدة والمكسيك وأيرلندا والنرويج والسويد والدنمارك وإستونيا ولاتفيا وليتوانيا وبولندا وروسيا واليابان والصين وإندونيسيا. تدير الشركة متاجرها التجارية بشكل أساسي تحت العلامات التجارية كوش-تار وسيركل كي وأون ذا رَن، ولكن أيضًا تحت العلامات التجارية التابعة سِتْ جور وديري مارت وديزي مارت ووينكس.
تشتهر متاجر كوش-تار وماك، بالإضافة إلى بعض منافذ وينكس الأقدم، بشعار باللون الأحمر لبومة تغمز بعينها. هذه التميمة، المسماة «جاندريس»، موروثة من سلسلة متاجر بروفي-سوار/وينكس عندما تمت عملية الاستحواذ عليها في أواخر التسعينيات.
أسسها رئيس مجلس الإدارة الحالي آلان بوشار، ويقع مقر الشركة في لافال، كيبيك، كندا، وهي إحدى ضواحي مونتريال.
في الفرنسية، تعني كلمة "couche-tard" حرفياً «ذلك الشخص الذي يذهب إلى الفراش متأخرًا»، وهي تشبه جدًا مصطلح «بومة الليل» في اللغة الإنجليزية.

## التاريخ
افتتح آلان بوشار متجره الصغير الأول في عام 1980 في لافال. في عام 1985، استحوذ بوشار على 11 متجرًا تحمل علامة «كوش-تار» في منطقة مدينة كيبيك التي اندمجت مع تلك الموجودة في منطقة مونتريال ليُعاد تسمية الشركة بأكملها «أليمونتاسيون كوش-تار». في عام 1987، اشترت الشركة سلسلة سِتْ جور (بالفرنسية: 7 jours) من مترو-ريشليو، والتي احتفظت كوش-تار بها بسلسلة منفصلة حتى يومنا هذا.
إن الوضع الحالي للسلسلة في كيبيك هو نتيجة لتوحيد العديد من سلاسل المتاجر الكبرى في المقاطعة خلال التسعينيات. في عام 1994، استحوذت شركة كوش-تار، والتي كانت بالفعل مشغل متاجر كبير في كيبيك، على لاميزوني من سلاسل ستاينبيرغ وبيريت، بالإضافة إلى متاجر ماك في كيبيك. تم تغيير اسم السلسلة المدمجة لاحقًا إلى «ديبان-إسكومت كوش-تار». لعكس العلامة التجارية الجديدة ديبان-إسكومت كوش-تار بشكل أفضل، أصبحت التميمة على هيئة حصالة بدلا من التميمة السابقة لكوش-تار والتي كانت على هيئة سائر أثناء نومه والتي استمرت في أواخر الثمانينيات وأوائل التسعينيات. في مايو 1997، استحوذت كوش-تار على سي كورب، وهي شركة تابعة ل بروفيغو التي تمتلك سلاسل بروفي-سوار في كيبيك، ووينكس في أونتاريو وريد روستر في ألبرتا. في أوائل عام 1999، اندمجت ديبان-إسكومت كوش-تار وبروفي-سوار مشكّلة السلسلة في شكلها الحالي؛ بالعودة إلى اسم كوش-تار القديم بدون «ديبان-إسكومت» (وإن كان ذلك بشعار جديد)، ولكن مع تبني تميمة البومة لبروفي-سوار. أعادت الشركة منذ ذلك الحين إحياء اسم بروفي-سوار في كيبيك والذي تحتفظ به كسلسلة منفصلة، مثل قسم سِت جور. إن بروفي-سوار الجديد، وهو في الأساس مزيج من كوش-تار وسِت جور المعاد تسميته، لا يحظي بتميمة البومة من السلسلة الأصلية، كما أن شعارها مختلف تمامًا عما كان عليه في النسخة السابقة.
وبالمثل، قامت سيتكورب بتوحيد العديد من أكبر سلاسل المتاجر الصغيرة في أونتاريو، مثل ماك وبيكرز، تحت ملكيتها قبل أن تستحوذ عليها كوش-تار. كما هو الحال في كيبيك، يتم التخلص التدريجي من لافتات الشركات الأخرى مثل بيكرز ومايكس مارت ببطء لصالح علامة ماك التجارية المهيمنة، على الرغم من استمرار فتح متاجر جديدة ذات امتياز تحت علامتي وينكس وديزي مارت.
في عام 2001، اقتحمت شركة كوش-تار السوق الأمريكية من خلال الاستحواذ على 172 متجراً من متاجر بيغفوت من شركة جونسون أويل كومباني في كولومبوس بولاية إنديانا.
بعد إجراء بعض التحركات المبدئية في الولايات المتحدة تحت علامة ماك التجارية في أوائل العقد الأول من القرن الحادي والعشرين، استحوذت كوش-تار على سلسلة سيركل كي (بالإنجليزية: Circle K) من كونوكو فيلبس في عام 2003، وسرعان ما أعادت تسمية مواقعها الحالية في الولايات المتحدة إلى لقب سيركل كي الأكثر شهرة. مُنحت علامة سيركل كي التجارية أيضًا امتيازًا في آسيا وأماكن أخرى. حصلت كوش-تار على الامتياز الرئيسي لـ دانكن دونتس في كيبيك منذ أغسطس 2003، لكنها وافقت في أغسطس 2008 على إنهاء هذا الامتياز في غضون 12 إلى 18 شهرًا.
في أوائل عام 2010، بدأت كوش-تار في تعزيز منافذها في كيبيك من خلال إغلاق العديد من تلك التي لم تحقق أداءً جيدًا في المبيعات، وبالتالي السماح للمنافذ الناجحة بالازدهار. في المجمل، أًغلق أكثر من 300 متجر من عام 2010 حتى أواخر عام 2012.
في عام 2014، باعت كوش-تار سلسلة تيينداس إكسترا في المكسيك إلى غروبو موديلو، وهو مصنع جعة مملوك من قبل شركة الجعة الدولية إيه بي إنبيف. استحوذت كوش-تار على إكسترا، والذي كان في الأساس سلسلة فرعية من سيركل كي، عندما استحوذت على سيركل كي في 2003.
في عام 2015، توصل بنك مانولايف الكندي إلى اتفاق مع شركة كوش-تار لإضافة أجهزة الصراف الآلي الخاصة به إلى 830 موقعًا. في سبتمبر من ذلك العام، قدم بنك مانولايف أيضًا ميزة التعرف على المتحدث.
في 23 سبتمبر 2015، أعلنت كوش-تار أنها ستتبنى علامة سيركل كي في جميع متاجرها في كندا الإنجليزية والولايات المتحدة والدول الاسكندنافية، بينما احتُفظ بعلامة كوش-تار التجارية في كيبيك.
في 29 أغسطس 2016، أُعلن عن شراء 53 متجرًا من متاجر كراكر باريل في لويزيانا بسعر لم يُكشف عنه. كما هو الحال مع معظم عمليات الاستحواذ الأخرى، سيتم أيضًا تحويل سلسلة كراكر باريل إلى سيركل كي. تحتوي جميع متاجر السلسلة التي استُحوذ عليها على محطات وقود، باستثناء موقع واحد، و 12 بها مطاعم للخدمة السريعة. لا علاقة لسلسلة كراكر باريل بسلسلة المطاعم التي تحمل الاسم نفسه.
في تموز (يوليو) 2017، أعلنت شركة كوش-تار عن اتفاقية للاستحواذ على هوليداي ستيشنستورز، وهي أكبر سلسلة متاجر في المرتبة 18 في الولايات المتحدة، ذات أكثر من 500 موقع في 10 ولايات.
في أغسطس 2020، أعلنت شركة كوش-تار أنها علقت خططها للاستحواذ على 3900 متجر سبيدواي التي تديرها شركة ماراثون بتروليوم، بعد فوزعرض منافس من سلسلة سيفين إليفين المنافسة مقابل 21 مليار دولار أمريكي. 

## العمليات الأخيرة والحالية

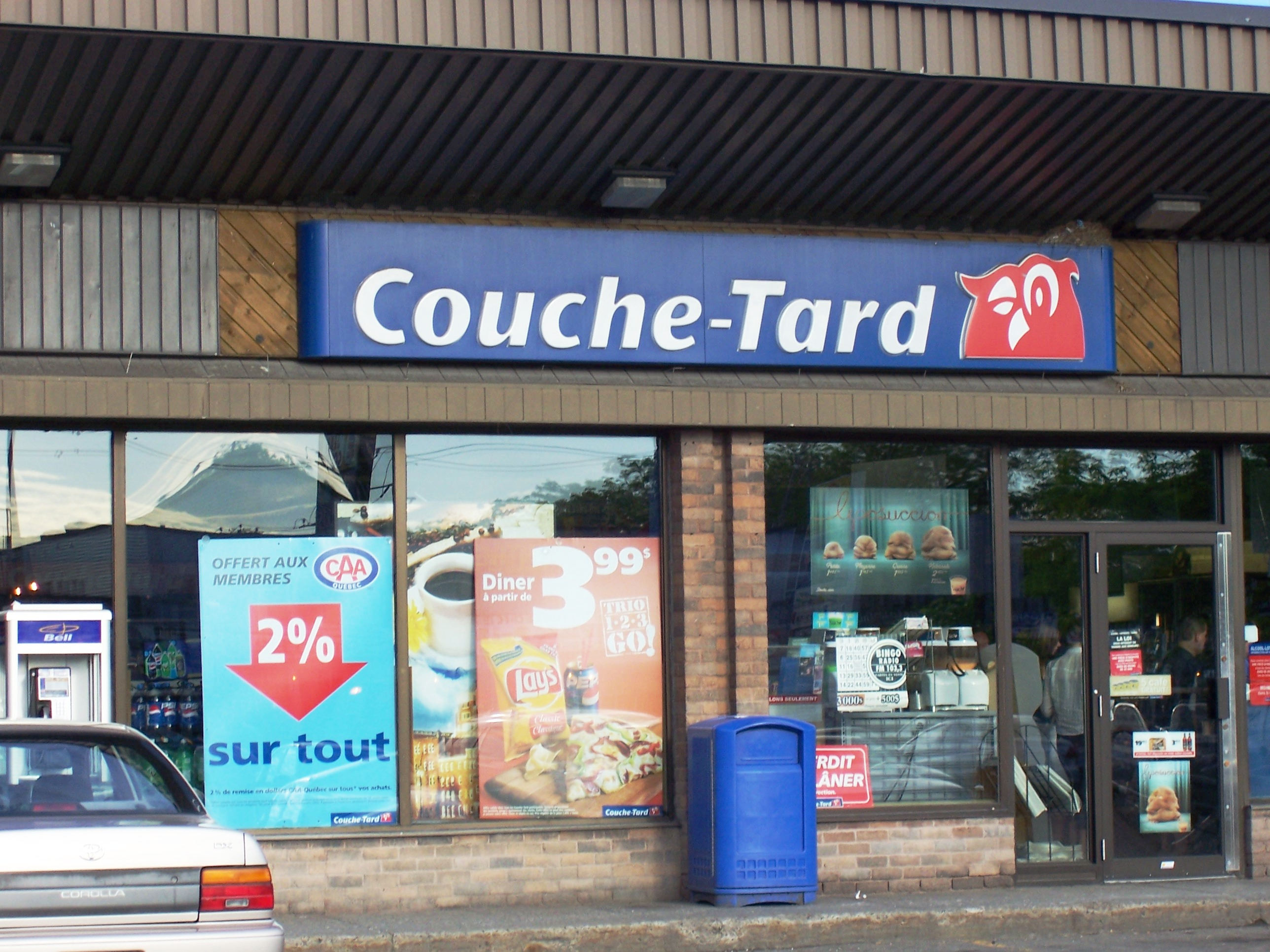
مدخل متجر كوش-تار في مونتريال ، كيبيك

يوجد 581 متجرًا للشركات في كيبيك تحت أسماء كوش-تار وبروفي-سوار وديبانور سِت جور بالإضافة إلى 298 متجر تابع. يوجد في أونتاريو 702 متجرًا و214 متجرًا تابعًا، وفي غرب كندا، 305 متجرًا و71 متجرا تابعا تعمل تحت أسماء ماك ومايكس مارت وبيكرز (تعمل بشكل مستقل) وديزي مارت ووينكس. يتم حاليًا إعادة تسمية هذه المواقع خارج كيبيك باسم متاجر سيركل كي (باستثناء بيكرز) اعتبارًا من منتصف عام 2017.
العلامات التجارية التي تديرها كوش-تار هي: 
- بيكرز: علامة تجارية في أونتاريو
- سيركل كي: علامة تجارية عالمية
- ماكس: علامة تجارية كندية متوقفة، غُيِّرت علامتها التجارية إلى سيركل كي.
- كوش-تار: العلامة التجارية في كيبيك
- كانغارو إكسبريس: علامة تجارية أمريكية متوقفة، تم تغيير علامتها التجارية إلى سيركل كي.
- هوليداي ستيشنستورز: علامة تجارية أمريكية، يشار إليها أنها منطقة الطبقة الشمالية
- إنغو: ماركة أوروبية
- توباز: ماركة أيرلندية متوقفة

### متاجر إيرفينغ أويل
العديد من مواقع كوش-تار عبارة عن محطات وقود تحمل علامة تجارية مشتركة مع إرفينغ أويل. بدأت المرحلة الأولى من هذه الشراكة في عام 2001 في كيبيك. ساهمت كلتا الشركتين بمواقع: كان لدى البعض متاجر صغيرة كانت تعمل سابقًا تحت علامة إيرفينغ «مارشيه مينواي»، بينما باعت أخرى الوقود في السابق تحت العلامة التجارية كوش-تار. كل هذه المواقع لديها الآن متاجر كوش-تار ووقود يحمل علامة إرفينغ.
توسعت الشراكة في عام 2008، حيث قامت إيرفينغ بتأجير متاجر بلوكانو ومينواي المتبقية إلى كوش-تار،  مما وسع نطاق وصول السلسلة الأخيرة إلى كندا الأطلنطية ونيو إنغلاند تحت العلامة التجارية سيركل كي. تواصل إيرفينغ امتلاك المباني والممتلكات، وتزود هذه المحطات بالوقود الذي يحمل علامة إيرفينغ.

### متاجر أون ذا رَن
في الولايات المتحدة، تمتلك أليمونتاسيون كوش-تار ما يقرب من 470 متجرًا من متاجر إكسون موبيل أون ذا رَن بموجب اتفاقية تم الإعلان عنها في 29 أبريل 2009. ويشمل ذلك أيضًا 43 محطة من محطات إكسون موبيل في سوق فينيكس بولاية أريزونا، والتي غُيِّرت علامتها التجارية جميعًا إلى سيركل كي.

### سيركل كي

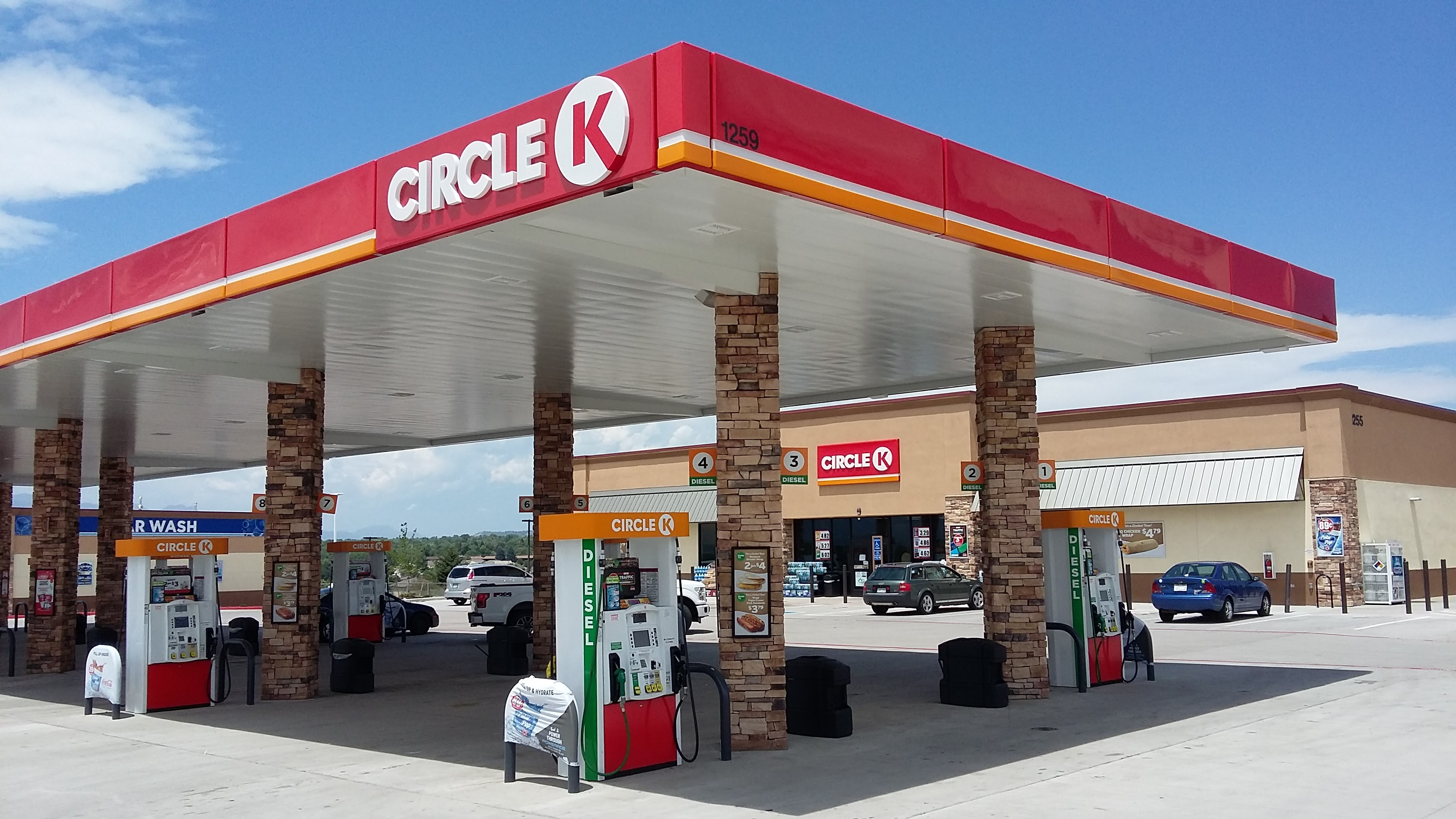
سيركل كي في كولورادو سبرينغز، كولورادو.

سيركل كي هي سلسلة دولية من المتاجر المملوكة لشركة أليمونتاسيون كوش-تار. هذه العلامة التجارية هي العلامة التجارية الدولية الرائدة للشركة.  بدأت الشركة في التخلص التدريجي من العلامات التجارية المحلية الأخرى مثل ماك لصالح علامة سيركل كي. 

### كوش-تار

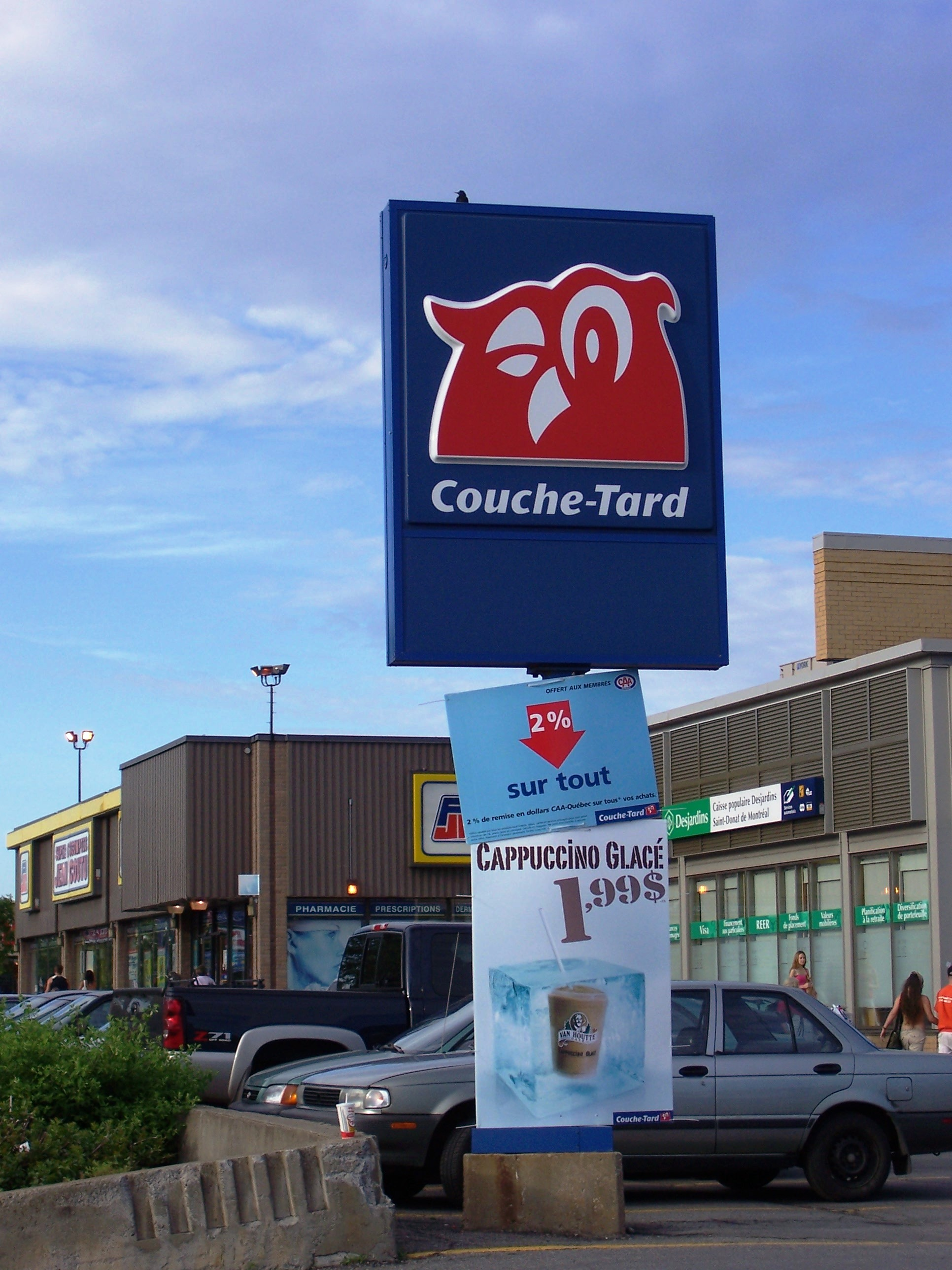
علامة على متجر كوش-تار في مونتريال ، كيبيك

كوش-تارهي العلامة التجارية الأصلية لأليمونتاسيون كوش-تار. العلامة التجارية موجودة فقط في كيبيك بالإضافة إلى بروفي-سوار و ديبانور سِت جور. لن يتم إعادة تسميتها إلى سيركل كي، لإبقاء المتاجر في كيبيك محددة باسم باللغة الفرنسية. 

### كيسيز جينيرال ستورز
في مارس 2010، عرضت شركة كوش-تار 1.9 مليار دولار للسيطرة على سلسلة متاجر كيسيز جينيرال ستورز ومقرها ولاية أيوا، وأعلنت لاحقًا عن معركة بالوكالة من أجل السيطرة. رفضت كيسيز عرض كوش-تار ونجحت في سبتمبر 2010 في الاحتفاظ بمجلس إدارتها مقابل قائمة كوش-تارالمرشحة.

### شتات أويل
في 18 أبريل 2012 أصبح معروفا أن كوش-تار وافقت على شراء الشركة النرويجية شتات أويل للوقود والتجزئة (المملوكة من قبل شتات اويل) مقابل 2.8 مليار دولار،   مما يعطي كوش-تار أكبر سلسلة من محطات الوقود في الدول الاسكندنافية وموطئ قدم رئيسي في شمال أوروبا مع وجود في بولندا ودول البلطيق وروسيا. في 20 يونيو 2012 صوّت مساهمو شتات أويل للوقود والتجزئة لصالح الاستحواذ (بنسبة 91.56٪) وبعد ذلك تم الإعلان عن أن كوش-تار قد استحوذت أخيرًا على 100٪ من شتات أويل للوقود والتجزئة مقابل 2.8 مليار دولار تقريبًا (مما أجبر أقلية المساهمين لبيع أسهمهم). يضيف هذا الاستحواذ أكثر من 2853 متجرًا إلى محفظة كوش-تار وحضورًا ضخمًا في أوروبا. يخطط آلان بوشار لتنمية هذه السلسلة المكتسبة حديثًا في جميع أنحاء أوروبا. في عام 2016، تم تغيير اسم جميع محطات شتات أويل إلى سيركل كي.

### امبريال اويل لتجارة التجزئة
في 8 مارس 2016، أعلنت شركة كوش-تار أنها وافقت على شراء مواقع البيع بالتجزئة التابعة لشركة إبيريال أويل في أونتاريو (228 موقعًا) وكيبيك (50 موقعًا) مقابل 2.8 مليار دولار. ستتم إعادة تسمية المتاجر الصغيرة للمحطات باسم سيركل كي في أونتاريو، وستظل جميعًا مزودة من قبل إسّو.

### سي إس تي براندز
في 22 أغسطس 2016، وافق كوش-تار على شراء شركة سيإس تي براندز الأمريكية ومتاجرها البالغ عددها 2000 متجرًا معظمها في تكساس والولايات الجنوبية الأخرى مقابل 3.78 مليار دولار، أو 4.4 مليار دولارمتضمنة الديون  هذه الصفقة، التي كانت أكبر عملية شراء في تاريخهم، أُغلقت رسميًا في 28 يونيو 2017. أعلنت شركة كوش-تار أنها ستبيع حوالي 45٪ من المتاجر الجديدة لشركة أخرى لتمرير قوانين المنافسة. يقع مقر سي إس تي القابضة في سان أنطونيو ويعمل بها أكثر من 14000 شخص في 2000 متجر سيستحوذ عليها كوش-تار. المتاجر تقع في جنوب غرب وجنوب شرق الولايات المتحدة، مع وجود صغير في نيويورك وشرق كندا. ونتيجة لذلك، فإن 13 من مواقع ألترامار/كورنر ستور حاليا في عملية تجريبية لإعادة تسميتها باسم إرفينغ/سيركل كي، في حين تم بيع 23 منشأة الأخرى إلى باركلاند عندما انتهت عملية تغيير العلامة التجارية.
لم يتم تضمين مواقع ألترامار الخاصة بسي إس تي في الصفقة، والتي سيتم بيعها بشكل منفصل لشركة باركلاند فيول كوربوريشن. 

## روابط خارجية
- الموقع الرسمي